# Banished (série télévisée)
Pour les articles homonymes, voir Banished.
Banished est une mini-série australo-britannique créée par Jimmy McGovern (en), diffusée sur BBC Two du 5 mars au 16 avril 2015.

## Synopsis
1788, Nouvelles Galles du Sud. Dans la première colonie pénale créée par les Britanniques sur l'île de Norfolk, les prisonniers condamnés et leurs gardes des Royal Marines cohabitent tant bien que mal.

## Distribution
- Orla Brady : Anne Meredith
- Ewen Bremner : révérend Johnson
- MyAnna Buring : Elizabeth Quinn
- Ryan Corr : caporal MacDonald
- Brooke Harman : Deborah
- David Dawson : capitaine David Collins
- Ned Dennehy : Letters Molloy
- Cal MacAninch : sergent Timmins
- Rory McCann : Marston
- Joseph Millson (en) : major Robert Ross (en)
- Nick Moss : Spragg
- Adam Nagaitis : Private Buckley
- Genevieve O'Reilly : Mary Johnson
- Jordan Patrick Smith : soldat Mulroney
- Russell Tovey : James Freeman
- Julian Rhind-Tutt : Tommy Barrett
- Joanna Vanderham : Katherine McVitie
- David Walmsley : William Stubbins
- David Wenham : Arthur Phillip, 1er gouverneur des Nouvelles Galles du Sud

## Fiche technique
- Titre original : Banished
- Création : Jimmy McGovern (en)
- Réalisation : Daniel Percival (en) (épisodes 1 à 3) et Jeffrey Walker (épisode 4 à 7)
- Scénario : Jimmy McGovern et Shaun Duggan (en) (épisode 5)
- Photographie : Steve Lawes
- Montage :
- Musique : David Hirschfelder
- Production : Brett Popplewell, Simon Hailey (producteurs) ; Sita Williams, Roxy Spencer, Jimmy McGovern, Emile Sherman, Iain Canning, Jamie Laurenson, Polly Hill (producteurs délégués)
- Sociétés de production : RSJ Films et See-Saw Films
- Sociétés de distribution : BBC Worldwide
- Pays d'origine :  Royaume-Uni et  Australie
- Langue originale : anglais
- Format : couleur - 1,78:1 - son Stéréo
- Genre : drame historique
- Durée : 60 minutes

## Épisodes
1. Episode 1
2. Episode 2
3. Episode 3
4. Episode 4
5. Episode 5
6. Episode 6
7. Episode 7